# Noesis (banda)
Noesis Ñuu-Savi es un grupo musical originario de Huajuapan de León, Oaxaca, México, en su estilo musical fusionan los sonidos de diferentes culturas del Estado de Oaxaca, conformado por cuatro hermanos de origen oaxaqueño dedicados a la difusión de la música tradicional mexicana con sonidos de carácter eléctrico interpretando también piezas de música clásica de compositores como Beethoven mezclando sonidos como blues, metal, rock, folk y chilena.

## Origen
Noesis surgió en 2001 comenzando con una escala musical metalera, a mediados de 2003 graban su primera producción discográfica de forma independiente titulada “El País de las Nubes”, inspirada en el folklore del Estado de Oaxaca este disco es de un estilo cien por ciento instrumental, el contenido de esta grabación comprende canciones originales como: “El País de las Nubes”, “Un Silencioso Amor”, “Neblina” y “Murmullos”, esta última fue hecha especialmente para una obra pictórica del mismo nombre creada por el artista oaxaqueño Rodrigo Bazán, este álbum contiene algunas adaptaciones de música clásica como “Beethovens Ninth Symphony” y música regional oaxaqueña con temas como: “La Danza de la Pluma”, “Himno al Rey Condoy” y “Sones y Jarabes Mixes”. Noesis incluyó éstas adaptaciones con el propósito de difundir el folclor oaxaqueño y acercar al sector juvenil hacia la música tradicional, en mayo de 2006 sale a la venta su segundo álbum  “Raíces”, cuyo contenido comprende canciones tradicionales de Oaxaca como: “Canción Mixteca”, “Jarabe Mixteco”, además de algunos sones y chilenas como: “El Torito”, “Nuchita”, “La Sandunga”, “La Llorona”, “El Feo” y “La San marqueña”. En esta segunda producción fusionaron otros estilos como el blues además de algunos tintes progresivos, a diferencia de “El País de las Nubes” en el cual predomina el metal progresivo.
La tarea de esta banda en cuanto a composición se inclina hacia la espiritualidad de la música ritual y tradicional.

## Trayectoria artística
Noesis ha realizado ensambles con bandas tradicionales oaxaqueñas de las regiones Mixe y la Mixteca, esto con el propósito de dar a conocer los sonidos reales de las adaptaciones de la Guelaguetza. En 2009 fueron seleccionados por el Instituto Nacional de Antropología e Historia, para representar a México en el acervo musical, ya que las versiones de “Danza de la Pluma” y “Nuchita”, extraídos de su primera y segunda producción respectivamente fueron seleccionados y forman parte de la edición conmemorativa número 50 de la Colección “Testimonio Musical de México” que produce la fonoteca del INAH, su trabajo ha sido seleccionado de igual forma por la CDI al incluirse en el disco “Del barroco al rock: La música indígena de México en el siglo XX”, de la serie Nuevas Creaciones Vol. II;  Asimismo, su propuesta tuvo mención en el libro conmemorativo de los 30 años del Sistema de Radio Indigenista por aportar en cine su música con excelentes resultados, en 2010 obtuvieron la nominación a “Mejor música original” en el cortometraje “Alexa” reconocido a nivel nacional en el festival “Pantalla de Cristal” realizado por el cineasta oaxaqueño Rolando Rivera y con el documental “Reencuentros: Entre la memoria y la nostalgia” realizado por la cineasta oaxaqueña Yolanda Cruz, trabajo basado en la obra del artista oaxaqueño Alejandro Santiago “2501 Migrantes”, presentado por primera vez en el Festival Internacional de Cine de Morelia en octubre de 2008.
En la decimoquinta edición del Vive Latino se presentaron en Foro Raíces el jueves 27 de marzo de 2014.

## Presentaciones destacadas
Noesis ha tenido presencia en importantes foros culturales a nivel local, estatal y nacional como; Museo Regional de Huajuapan (MureH), Auditorio Guelaguetza, Museo de las Culturas de Oaxaca, foros del Sistema de Universidades Estatales de Oaxaca (SUNEO), Museo Nacional de Antropología e Historia de la ciudad de México (Foro Internacional de Música Tradicional y los procesos de globalización), Festival Internacional Alfonso Ortiz Tirado (FAOT), Feria del Libro de Antropología e Historia, además de programas de radio y televisión, entre otros.

## Discografía
Álbumes de estudio
- 2003: El país de las nubes
- 2006: Raíces